# 青木十良
青木 十良（あおき じゅうろう、1915年7月12日 - 2014年9月8日）は、日本のチェリスト。音楽指導者。

## 経歴
生家は化学薬品の輸入貿易商を営んでおり、青木が15歳のころに出入りのドイツ商人（クレンゲルの弟子でもあった）からチェロの手ほどきを受けた。
戦前より演奏活動を開始し、終戦後NHKの専属アーティストとして全国各地で演奏活動を行なった。そのかたわら桐朋学園などでチェロと室内楽などを後進に指導するようになり、優れた音楽家を数多く育てた。プロコフィエフのチェロとピアノのためのソナタの初演者でもある。
80歳を過ぎてバッハ「無伴奏チェロ組曲」を録音、さらに90歳を越えても現役で演奏活動を続け、その姿はドキュメンタリー映画『自尊を弦の響きにのせて ～96歳のチェリスト 青木十良～』（2012年）に収められている。
2014年9月8日、肺炎のため死去。99歳没。